# Mannheims voetbalkampioenschap 1901/02
In 1901/02 werd het tweede Mannheims voetbalkampioenschap gespeeld, dat werd ingericht door de Mannheimse voetbalbond. De competitie werd na voortijdig stopgezet. Mannheimer FG 1896 zou vier van de zes wedstrijden gespeeld hebben. Hieronder de laatst bekende stand. Er namen dit jaar geen clubs uit Mannheim deel aan de Zuid-Duitse eindronde. 

## Eindstand
| Plaats | Club                      | Wed. | W | G | V | Saldo | Ptn. |
| ------ | ------------------------- | ---- | - | - | - | ----- | ---- |
| 1.     | Mannheimer FG 1896        | 3    | 2 | 1 | 0 | 12:1  | 5:1  |
| 2.     | FG Union 1897 Mannheim    | 3    | 1 | 1 | 1 | 6:6   | 3:3  |
| 3.     | FC Viktoria 1897 Mannheim | 2    | 1 | 0 | 1 | 8:7   | 2:2  |
| 4.     | SC Germania 1897 Mannheim | 2    | 0 | 0 | 2 | 1:13  | 0:4  |